# 玄妙观 (荆州市)
玄妙观位于中华人民共和国湖北省荆州市荆州区荆北路，始建于唐，现存玉皇阁、紫皇殿等明清建筑，2006年与太晖观、开元观作为“荆州三观”被列为第六批全国重点文物保护单位。
观内的《中兴路创建九老仙都宫记》石碑立于元至正三年（1334年），碑文为欧阳元撰写、危素书丹。碑文记述当时的玄妙观主持道人唐洞云被元顺帝封为八仙后之第九仙及九老仙都宫的营建始末，是珍贵的道教史料。

## 文物保护情况
1981年12月30日，以“玉皇阁”的名义被湖北省人民政府列为第二批湖北省文物保护单位；2006年5月25日，作为荆州三观的子项被中华人民共和国国务院列为第六批全国重点文物保护单位。
其作为文物的保护范围为：玄妙观及周围一定范围。四至：东至中轴线以东25米，西面至中轴线以西25米，南至玄妙观院墙，北至玄妙观院墙。
其作为文物的建设控制地带为：以保护范围四至为界，四周各向外延伸20米。
- 山门
- 石碑和龟趺
- 元至正三年《中興路剏建九老僊都宮記》
- 玉皇阁
- 玉皇阁
- 玉皇阁
- 三天门和紫皇殿
- 三天门和紫皇殿
- 三天门内看紫皇殿
- 紫皇殿
- 紫皇殿下檐斗栱
- 紫皇殿内部